# Bomarea pillawantense
Bomarea pillawantense là một loài thực vật có hoa trong họ Alstroemeriaceae. Loài này được Vargas miêu tả khoa học đầu tiên năm 1969.